# Brugmansia cubensis
Brugmansia cubensis är en potatisväxtart som först beskrevs av V.R. Fuentes, och fick sitt nu gällande namn av V.R. Fuentes Fiallo. Brugmansia cubensis ingår i släktet änglatrumpeter, och familjen potatisväxter. Inga underarter finns listade i Catalogue of Life.